# Bacanius cinghalanus
Bacanius cinghalanus är en skalbaggsart som beskrevs av Thérond 1973. Bacanius cinghalanus ingår i släktet Bacanius och familjen stumpbaggar. Inga underarter finns listade i Catalogue of Life.